# ابروزردک کاکل‌سفید
ابروزردک کاکل‌سفید (نام علمی: Elaenia albiceps) نام یک گونه از سرده ابروزردک است.